# Rue Lepic
Rue Lepic è un'antica strada di Parigi, nel XVIII arrondissement. 
Inizia dal Boulevard de Clichy in corrispondenza di Place Blanche e si snoda in salita, con diverse curve, verso la sommità della collina di Montmartre. Termina in Place Jean-Baptiste Clément, a circa 100 metri da Place du Tertre.

## Indirizzi notevoli
- N° 15 – Café des 2 Moulins (vi è stato girato il film Il favoloso mondo di Amélie).
- N° 25 – nel 1910 era la sede del cabaret La Vache Enragée.
- N° 50 – il poeta Jehan Rictus visse qui per oltre un decennio
- N° 53 – residenza di Jean-Baptiste Clément dal 1880 al 1891.
- N° 54 – vi abitò Vincent van Gogh e suo fratello Théo, dal 1886 al 1888.
- N° 56 – sede della ditta di strumenti a fiato Vandoren.
- N° 59 – residenza del pittore Charles Léandre nel 1910.
- N° 65 – Moulin-Neuf (1741).
- N° 72 – vi era situato l'atelier di Félix Ziem.
- N° 77 – Moulin de la Galette e  Moulin le Radet.
- N° 85 – Moulin de la Petite-Tour, costruito a partire dal 1647.
- N° 87 – vi abitò Adolphe Willette.
- N° 89 – Moulin de la Vieille-Tour, costruito nel 1623.
- N° 95 – Moulin-du-Palais, costruito nel 1640.
- N° 98 – è stata la residenza di Louis-Ferdinand Céline.
- N° 100 – il medico ungherese David Gruby vi costruì un osservatorio nel 1860.
- N° 102 – vi era situato il Moulin de la Grande-Tour, demolito durante la Rivoluzione francese.

Nel film La traversata di Parigi del 1956, ambientato durante l'occupazione tedesca della Francia, Martin (interpretato da André Bourvil e Grangil (interpretato da Jean Gabin) trasportano in una valigia lungo Rue Lepic carne di maiale destinata al contrabbando. 
Yves Montand, nel suo album Yves Montand del 1974, ha dedicato la canzone Rue Lepic a questa strada.